# Germain Viatte
Pour les articles homonymes, voir Viatte.
 (novembre 2017).
Germain Viatte est un conservateur de musée français né à Québec (Canada) le 3 juillet 1939 et mort le 3 mai 2024 à Paris,.

## Biographie

### Enfance
Germain Viatte est le cadet des enfants d'Auguste Viatte, professeur universitaire et homme de lettres, et de Marie-Louise Claro, dont la sœur, Geneviève, est mariée avec le géographe et diplomate français Pierre Deffontaines. Il fait ses études à la Sorbonne, où il obtient une licence ès lettres, et à l'École du Louvre.

### Carrière
Germain Viatte entre à la direction des musées de France comme inspecteur des musées de province (1963-1965). 
Inspecteur principal des Beaux-Arts (1966-1969), il se spécialise dans l'art contemporain et devient secrétaire général du Centre national d'art contemporain qui s'installe à l'hôtel Salomon de Rothschild à Paris, et dont il contribue à la création (1970-1972). 
Il rejoint l'équipe du Centre Georges-Pompidou comme directeur de la documentation contemporaine (1973-1974) puis comme conservateur au musée national d'art moderne, aux côtés de Pontus Hulten (1975-1984).
En 1985, il est chargé par Gaston Defferre, maire de Marseille, de créer la direction des musées de Marseille. Il est l'artisan de la création du Musée d'arts africains, océaniens et amérindiens de la Vieille Charité par la fusion de la collection Pierre Guerre (arts africains) avec la collection de crânes du docteur Gastaud qu'il pousse la ville de Marseille à acquérir.
En 1989, il est nommé inspecteur général des musées de France et chef de l'inspection générale des musées. Dans cette fonction, il participe au développement des musées de société et suscite une enquête sur les ressources des musées français régionaux dans les domaines des arts africains et océaniens.
En 1991, il revient au musée national d'art moderne comme directeur des collections permanentes, avant d'en devenir le directeur (1992-1997). Membre du conseil scientifique du patrimoine muséographique du XXe siècle (1991), il en devient ensuite le président (1994-1997).
Il rejoint l'équipe du musée du quai Branly en 1997 comme directeur du projet muséologique. En cette qualité, il prend (novembre 1999) la direction du musée national des Arts d'Afrique et d'Océanie du palais de la Porte Dorée, qui est ensuite intégré au sein du nouveau musée. Après qu'il a atteint la limite d'âge de 65 ans, il est nommé, en juillet 2005, conseiller auprès du président du musée du quai Branly, responsable de la muséographie.
Organisateur, en 1978, de l'exposition consacré à Iliazd au Centre Georges-Pompidou, il est membre de l'Iliazd-Club de 1990 à 2005 environ. 

### Vie privée
Le 8 novembre 1966, Germain Viatte épouse Françoise Coulanges, conservatrice de musée. Il a cinq enfants.

## Décorations
- Chevalier (1998), puis officier de la Légion d'honneur (2006)
- Chevalier de l'ordre national du Mérite
- Officier des Arts et des Lettres

## Récompenses
- 2021 : Prix Pierre Daix pour L'envers de la médaille[3]

## Commissariat d'expositions (sélection)
- Le XVIe siècle européen. Tapisseries (1966)
- Art et architecture. Bilan et problèmes du 1 % (1970)
- Paris-Paris (1981)
- La Planète affolée (1986)
- Peinture-Cinéma-Peinture (1989)
- Océanies, de jade et de nacre…
- Collection africaine (1992)

## Publications
- L'Envers de la médaille : Mondrian, Dubuffet, les pouvoirs publics et l'opinion[4], Strasbourg, L'Atelier contemporain-François-Marie Deyrolle éditeur, 2021  (ISBN 978-2-85035-036-8)

### Sources
- Who's who in France, 34e édition, 2002-2003, Levallois-Perret, Éditions Jacques Lafitte, 2002, p. 1852
- N'hésitez pas une seconde…, in Area revue n° 1, page 52 sq., entretien avec Alin Avila, 2002